# دیکلی‌تاش (جیحان)
دیکلی‌تاش (به ترکی استانبولی: Dikilitaş) یک منطقهٔ مسکونی در ترکیه است که در جیحان واقع شده‌است.